# Томша (приток Меры)
Томша — река в России, протекает в Островском районе Костромской области. Устье реки находится в 90 км по правому берегу реки Мера. Длина реки составляет 15 км, площадь водосборного бассейна 38,4 км².
Исток реки находится в лесу в 9 км к западу от посёлка Островское. Течёт на северо-восток, в среднем течении на реке деревня Малый Починок. Впадает в Меру выше посёлка Островское.

## Данные водного реестра
По данным государственного водного реестра России относится к Верхневолжскому бассейновому округу, водохозяйственный участок реки — Волга от города Кострома до Горьковского гидроузла (Горьковское водохранилище), без реки Унжа, речной подбассейн реки — Волга ниже Рыбинского водохранилища до впадения Оки. Речной бассейн реки — (Верхняя) Волга до Куйбышевского водохранилища (без бассейна Оки).
По данным геоинформационной системы водохозяйственного районирования территории РФ, подготовленной Федеральным агентством водных ресурсов:
- Код водного объекта в государственном водном реестре — 08010300412110000013667
- Код по гидрологической изученности (ГИ) — 110001366
- Код бассейна — 08.01.03.004
- Номер тома по ГИ — 10
- Выпуск по ГИ — 0